# Menkalinan
Menkalinan (arab.: „Schulter dessen, der die Zügel führt“) ist die Bezeichnung des Sterns β Aurigae (Beta Aurigae). Das markante Fünfeck des Sternbilds Fuhrmann steht in Mitteleuropa an Winterabenden nahe dem Zenit, β ist sein zweithellster Stern, etwa 6° östlich der funkelnden Capella.
Menkalinan ist ein Bedeckungsveränderlicher Stern vom Typ Algol, dessen Helligkeit mit einer Periode von 3,96 Tagen zwischen +1,89mag und +1,98mag schwankt. Er war der zweite mittels Spektroskopie entdeckte Doppelstern (siehe Spektroskopischer Doppelstern).
Beide Sterne von Menkalinan gehören der Spektralklasse A2 an. Das System ist ca. 80 Lichtjahre entfernt. Andere Schreibweisen sind Menkalinam, Menkarlinan, Menkarlina und Menkalina.
Der Stern gehört zum sogenannten Bärenstrom, einem lockeren Bewegungshaufen von etwa 150 über den halben Himmel verteilten Sternen, deren hellste das Sternbild Großer Wagen bilden. Unser Sonnensystem liegt am Rand dieser Gruppe, bewegt sich aber in eine ganz andere Richtung.